# Bø, Nordland
Bø este o comună din provincia Nordland, Norvegia.